# 절대점
절대점은 선택의 여지가 없이 반드시 대응해야 하는 착점이다.